# Rhododendron Year Book
Rhododendron Year Book (abreviado Rhododendron Year Book) fue una revista con ilustraciones y descripciones botánicas que fue editada en Londres por la Royal Horticultural Society. Fue publicada en los años 1932 a 1946-53. Fue reemplazada por la Rhododendron and Camellia Year Book.